# Reynaldo Bignone
Reynaldo Benito Antonio Bignone (født 21. januar 1928, død 7. marts 2018) var en argentinsk general og landets 41. præsident fra 1. juli 1982 til 10. december 1983.
I 2010 blev Bignone dømt til 25 års i fængsel for sin rolle i kidnapninger, tortur og mord på personer, der mistænkes for at modsætte sig regeringen under Den beskidte krig.
Sammen med Omar Graffigna og Santiago Omar Riveros var han en af de sidste tre overlevende medlemmer af militærjuntaen.